# Diário de bordo
Diário de bordo ( em inglês Log Book) é um instrumento utilizado na navegação para registo dos acontecimentos mais importantes. A expressão pode também ser usada como diário de algo que se faz, uma espécie de sumário.
Diário de bordo, é um documento de controle de viagem, de supostos problemas na viagem.
Usado em praticamente todas as empresas de viação do mundo.
Diário de bordo é também o nome dado a um instrumento pedagógico no qual o aluno resenha as ideias discutidas ao longo de uma aula ou curso.
Pode também se dizer que é um caderno redigido pelo comandante, relatando a viagem que realiza e acabando com qualquer dúvida. 
Diário de Bordo, pode ser usado no preenchimento de fichas, denominadas Folha de Marcha, onde se registram a data, quilometragem, hora de saída/chegada e outros acontecimentos ocorridos durante o percurso de um veículo, seja naval, aéreo ou terrestre.

## Técnica de Recolha de dados de Observação Direta- Diários de Pesquisa ou de Campo
O intuito da Observação participante é  o de recolher dado sobre ações, opiniões e perspetivas de diferentes pessoas. O seu registo e respetiva interpretação é, também, uma técnica de recolha de dados. Nesse sentido, deve-se fazer registos e anotações diárias, tendo como base as observações, ou seja, construir “as notas de campo” e organizar a informação recolhida em diários de campo.
Os autores Carmo & Ferreira ainda salientam que o registo deve ser feito no mesmo dia em que se observou determinado acontecimento, de forma a não se perder informação essencial. 
- Deve obedecer a uma ordem cronológica, estar organizado, de forma a permitir que o investigador identifique e compreenda os factos observados, possa fazer juízos de valor, e levante hipóteses de resposta à sua questão;
- Regularmente este diálogo deve ser alvo de reflexão, e devem ser registadas as ideias novas provindas da mesma.

Este tipo de diário, segundo os autores referenciados, deve conter uma descrição registo pormenorizado dos factos observados, as interpretações, as hipóteses, bem como outras informações que o pesquisador considere serem relevantes para a sua investigação”. 
O investigador parte para o terreno, que pode ser uma sala de aula, uma área da cidade, etc., e regista tudo o que observa; são as designadas notas de campo extensivas, que consistem em registos detalhados, como é o caso dos diários de bordo.
Bogdan e Biklen referem que as notas de campo são a descrição o daquilo que o investigador presencia decurso da recolha de dados. Segundo os mesmos autores essas notas compreendem dois tipos de materiais que designam de parte descritiva e parte reflexiva. 
A parte descritiva abrange seis áreas: 
1. Descrição dos sujeitos (aparência física, maneira de vestir, etc.)
2. Reorganização de diálogos (conversas que decorrem entre os sujeitos, como as que os sujeitos dizem em privado).
3. Descrição do espaço físico.
4. Narrações de acontecimentos particulares.
5. Relato de atividades.
6. A atitude do observador (como instrumento de recolha de dados é importante que esteja atento ao seu comportamento, suposições e tudo que possa afetar os dados que são recolhidos e analisados).

A parte reflexiva é um relato mais pessoal e mais subjetivo com destaque no apuramento de sentimentos, problemas, ideias, impressões e preconceitos  indo de encontro à perspetiva de Angel.
Na ótica de Angel (1996)citado por Carmo & Ferreira, os registos diários podem incluir opiniões, preocupações, dúvidas, sentimentos e reflexões, etc., vividos ao longo do processo. Além disso, o registo deve ser feito no mesmo dia, em que se observou determinado acontecimento, de forma a não se perder informação essencial e deve obedecer a uma ordem cronológica, tendo indicado a data, o local da observação e o número de pessoas observadas. Deste modo, estes dados vão sendo organizados, de forma a permitir que o investigador identifique e compreenda os factos observados, possa fazer juízos de valor, e levante hipóteses de resposta à sua questão. Ao fazê-lo o investigador terá a sua tarefa de análise e interpretação de dados mais facilitada. Regularmente este diálogo deve ser alvo de reflexão/avaliação, e devem ser registadas as ideias novas provindas desse ato.
Como refere Amado existe uma grande variedade de diários, uns com destaque mais descritivo, outros mais reflexivo, ou mais analítico; alega que que a sua diversidade pode ser vista em função dos contextos pragmáticos da sua escrita, ou seja, da motivação que está na base da sua produção.  Para além da versão escrita, os diários existem numa grande variedade de suportes tais como: o registo áudio, vídeo e fotográfico.
Esta técnica «diário de bordo»,  parafraseando Zabalza , permite ao investigador a inclusão do relatório das dificuldades sentidas, das reações das pessoas encontradas a seu respeito, do seu próprio questionamento como investigador.
Outro dos registos complementares ao Diário de Pesquisa de Bordo ou de Campo é o Registo Fotográfico
Além das técnicas de recolha de dados já mencionadas, por vezes, há a necessidade de complementar a informação com imagens. Como Bogdan e Biklen  referem, a fotografia está também ligada à investigação qualitativa, podendo ser utilizada de diferentes formas. As fotografias dão ao investigador dados descritivos, geralmente são utilizadas para compreender o subjetivo e são frequentemente analisadas indutivamente. No entanto, alguns autores, como Sontag (1977; Tag, 1998) como cita Bogdan e Biklen não estão totalmente de acordo com esta noção. Por isso, advogam que a fotografia é quase inútil como um meio de conhecimento objetivo porque distorce a realidade. Outros autores contrapõem esta perspetiva tendo a consciência de que representa um significativo avanço na pesquisa, visto que permite que os investigadores possam compreender e estudar aspetos da vida social que não podem ser investigados por meio de outras abordagens.
Hine defende que as imagens, por vezes, dizem mais que as palavras. As fotografias que podem ser utilizadas em investigação educacional qualitativa podem ser organizadas em categorias: as que foram feitas por outras pessoas e aquelas que o investigador produziu. Bogdan e Biklen defendem que as fotografias são uma ferramenta, isto é, com as fotografias o investigador não tem logo a resposta às suas questões, mas ao analisar e interpretar as fotografias acaba por recordar acontecimentos, e mais facilmente obter as respostas que pretende. 
As fotografias podem ser tiradas rapidamente, sempre que surja uma oportunidade, não necessitando de perícia técnica. O investigador fotográfico tem de passar a ser, tanto quanto possível, invisível. Os fotógrafos devem planear a sua ação, com vista a aumentar o tipo de informação a ser estudada. O problema que aufere esta técnica, prende-se com o facto do fotógrafo poder não ser um bom observador, e também ter dificuldade em interagir com o observado. Aparentemente pode parecer um pouco contraditório afirmar que um fotógrafo não é um bom observador, mas é verdade, pois ele tem de fazer duas operações quando fotografa, o enquadramento (decidir o que deve ser incluído na fotografia e sob que perspetiva) e na temporização (decidir quando carregar no botão), daí ter dificuldade em observar.
Deste modo, apesar das vantagens e das desvantagens da utilização desta técnica , há que ter o cuidado de não a analisar de forma isolada; ter consciência que no começo da utilização da máquina fotográfica, pode haver distorção dos dados recolhidos por parte dos sujeitos da investigação, pois ao saberem que estão a ser observados podem alterar comportamentos, e alguns pormenores podem falhar. 
Como afirma Coutinho a técnica de observação envolve sujeitos reais, por isso, é necessário respeitar dois princípios éticos: o consentimento informado e a confidencialidade.
Exemplo: Caso Prático de uma Atividade
Caso Prático: de um Projeto de Animação em que se pode recorrer ao «diário de Bordo»
Registo de observação direta, participante:
1º Momento, nome dos animadores 
Local:
Hora:
Hora: 
Duração deste momento: 1 hora
Tema: Projeto “Passos pequenos conduzem a passos gigantes”
Descrição da Atividade: conto da história O Nabo Gigante com recurso ao flanelógrafo e aos feltros. Em acompanhamento do livro.
Objetivos a colmatar: 
- Fomentar competências linguísticas;
- Desenvolver a leitura em voz alta;
- Desenvolver o contexto de socialização;
- Desenvolver o interesse e gosto pela leitura e pelo livro.

Nível de à vontade da criança: Bom, médio, alto
Nível de Dificuldade da criança: Bom, Médio, Alto
Recursos Humanos: Crianças, Professora e Animadora da BE
Recursos materiais: os fantoches, o flanelógrafo e o livro.
Resumo das atividades: 
O Antes:
Como gostavam que a história fosse contada?
Gostam de fazer teatro?
Gostariam de fazer teatro de fantoches na BE?
O Depois:
Gostaram de ouvir a história?
O que aprenderam de novo quando ouviram a história?
Gostaram de fazer teatro de fantoches? Que outros tipos de teatro conhecem?
Tópico 1 a observar: Dificuldades sentidas
Dificuldades sentidas pelo animador:
Dificuldades decorrentes das crianças:
Dificuldades Sentidas pelo Professor Acompanhante:
Tópico 2:  Reações que ocorreram
Tópico 1 a observar: Dificuldades sentidas
Reações do animador:
Reações decorrentes das crianças:
Reações manifestadas pelo Professor Acompanhante:
Tópico 3: Situações Imprevistas
Imprevistos que aconteceram com o animador:
Imprevistos que ocorreram no grupo de crianças:
Imprevistos que ocorreram com o Professor acompanhante?
Tópico 4: Evolução e Aspetos a melhorar
Aspetos a melhorar na atuação do animador
Aspetos a melhorar na intervenção das crianças
Aspetos a melhorar com o Professor acompanhante
Depois de Concluir o diário de bordo:
Nota muito importante: finda a conclusão do diário de campo ou de bordo, a sua reflexão só deve ser realizada semanas depois. Ao reler as notas do diário com o distanciamento necessário, que só o tempo permite, e ao partilhá-las com colegas em quem confiam, as animadoras/investigadoras podem perceber melhor o alcance e os limites desse trabalho e descobrir algumas lacunas a dirimir; além disso podem corrigir eventualmente alguns comportamentos problemáticos progredindo assim na aquisição do «ofício».  Ao procederem a partir do seu diário, ao que chamamos «inquérito sobre inquérito», obterão de forma indireta conhecimentos sobre o tema da sua investigação.
Métodos Complementares
1. O método da entrevista, normalmente seguido de uma análise de conteúdo, é seguramente o que mais se utiliza em paralelo com os métodos de observação. Ao serem complementares permite ao investigador em educação efetuar um trabalho de  investigação adequado, conduzido com lucidez que se pretende ter; com atenção as precauções necessárias; apresenta um grau de validade satisfatório;
2.  De diversas formas, os investigadores recorrem muitas vezes a observações, mas de duração mais limitada, com o intuito de suprimirem as carências de métodos de investigação muito formalizados, cujo rigor técnico tem muitas vezes como coronário uma falta de imaginação e de sensibilidade ao nível das interpretações.
Formação Exigida: a melhor formação em observação  é a prática e a reflexão teórica inspirada em boas leituras.

## Instrumentos de Tratamentos e Análise de Dados
A  análise de conteúdo é uma técnica ou conjunto de técnicas que permitem uma descrição objetiva e clara , para que todos os pesquisadores que trabalham um mesmo conteúdo obtenham os mesmos resultados,  e sistémica porque o conteúdo deve ser organizado e integrado em categorias definidas em função dos objetivos  que o pesquisador pretende alcançar.
Bardin(1977) refere que a análise de conteúdo serve para se proceder a uma descrição do conteúdo das mensagens e também para inferir sobre conhecimentos relativos às condições de produção com a ajuda de indicadores (quantitativos ou qualitativos).
Grawitz (1993) refletiu sobre esta questão, e definiu duas etapas da análise de conteúdos: a descrição (enumeração sucinta posterior ao tratamento das características do texto)  e a interpretação que ocorre quando o investigador atribui significados a essas mesmas características. A inferência pode incidir sobre a origem da mensagem, ou ocasionalmente sobre o destinatário da mesma. Acaba por ser o procedimento intermédio que permite fazer a ponte entre a descrição e a interpretação.  
Para se fazer a análise de conteúdo, pode-se optar por realizar uma análise qualitativa dos dados recolhidos ,quando o  objetivo é encontrar palavras-chave que  ajudem a interpretar e fazer inferências da informação, e não estabelecer comparações entre números.  Para tornar mais fácil a tarefa de análise da informação pode-se elaborar uma grelha de análise de conteúdos e nela colocar as categorias e subcategorias. 
Bell  salienta que a informação por mais interessante que seja, não terá qualquer significado para um investigador ou para um leitor se não estiver organizada por categorias. É necessário  ler diversas vezes os diários, tendo em consideração os objetivos do estudo, selecionar poucas categorias e subcategorias, de maneira a que estas sejam exaustivas, exclusivas, objetivas e pertinentes. 
Esta técnica de análise de conteúdo deve obedecer a critérios de objetividade, fidelidade e validade. Em súmula a análise qualitativa de dados ou a análise de conteúdo envolve a seleção/redução da informação descritiva. Nesta operação designada de codificação, o investigador vai procurar regularidades nos dados que justifiquem uma categorização. Atualmente existe software de apoio a este método como o Atlas.Ti, NVivo, MAXQDA etc., que confere rigor e facilita o trabalho do investigador. 
Grelha de Análise de Conteúdos
Exemplo Prático
| Sujeito de Investigação |               |                     |                  |                    |                  |
| Categorias              | Subcategorias | Unidades de Registo | Comentário       | Unidade de registo | Comentário       |
| Data                    |               | Data:9/12/2021      | Data:10/12/2021) | Data 11/12/2021    | Data: 12/12/2021 |
| dificuldades sentidas   |               |                     |                  |                    |                  |
| reações à atividade     |               |                     |                  |                    |                  |
| imprevistos             |               |                     |                  |                    |                  |
| aspetos a melhorar      |               |                     |                  |                    |                  |